# Kamári
Kamári är en ort i Grekland.   Den ligger i prefekturen Nomós Korinthías och regionen Peloponnesos, i den centrala delen av landet, 100 km väster om huvudstaden Aten. Kamári ligger 1 meter över havet och antalet invånare är 885.
Terrängen runt Kamári är varierad. Havet är nära Kamári åt nordost. Runt Kamári är det ganska glesbefolkat, med 40 invånare per kvadratkilometer. Närmaste större samhälle är Xylókastro, 4,6 km öster om Kamári. 